# Mickey (песня)
«Mickey» («Ми́кки») — песня, ставшая знаменитой в 1982 году в исполнении американской певицы и хореографа Тони Бэзил.
Написал эту песню авторский тандем Майка Чепмана и Никки Чинна. В их оригинальной версии речь шла про девушку, и называлась песня «Kitty». Именно под этим титулом британская поп-группа Racey её записала, в 1979 году включив в свой дебютный альбом Smash and Grab.

## Версия Тони Бэзил
Когда Тони Бэзил пришла идея снять музыкальный видеоклип с чирлидерами, песни у неё ещё не было. Найдя эту, она заменила в ней «Китти» на «Микки» и пол с женского на мужской. (Имя Микки возникло потому, потому что Тони нравился Микки Доленц из группы Monkees, с участниками которой она в конце 60-х работала как хореограф на съёмках музыкального фильма «Голова».) Кроме того, Тони добавила речитатив: «Oh Mickey, you’re so fine, you’re so fine, you blow my mind».
В Великобритании видеоклип раскрутился на телевидении (его показывали в различных телевизионных передачах, музыкального канала MTV в этой стране ещё не было), и песня стала хитом. В марте 1982 года она две недели провела на 2-м месте синглового чарта.
В США же телеканалу MTV на получение клипа потребовалось некоторое время. Но когда канал начал его показывать, песня сразу стала очень популярной. В декабре 1982 года она достигла 1-го места в «Горячей сотне» «Билборда».